# Expresión (álbum de Gilberto Santa Rosa)
Expresión es el título del 12°. álbum de estudio grabado por el cantautor puertorriqueño de salsa Gilberto Santa Rosa. Fue lanzado al mercado bajo el sello discográfico Sony Discos el 6 de julio de 1999. Este álbum fue nominado al Premio Grammy Latino al Mejor Álbum de Salsa, en la 1°. entrega de los Premios Grammy Latinos, celebrados el miércoles 13 de septiembre de 2000.

## Lista de canciones
| Expresión |                                           |                     |          |  |
| N.º       | Título                                    | Escritor(es)        | Duración |  |
| 1.        | «Déjate querer»                           | Donato Póveda       | 4:41     |  |
| 2.        | «Qué alguien me diga»                     | Omar Alfanno        | 4:53     |  |
| 3.        | «Si los hombres han llegado a la luna»    | Rafa Almarcha       | 4:55     |  |
| 4.        | «Mis ojos lloran»                         | Miguel Díaz         | 4:12     |  |
| 5.        | «Ni te llamo ni te busco (Motivo de ser)» | Gilberto Santa Rosa | 4:22     |  |
| 6.        | «No la vuelvo a ver»                      | Rafy Monclova       | 4:21     |  |
| 7.        | «Fulana»                                  | Miguel Díaz         | 4:16     |  |
| 8.        | «A la distancia de un te quiero»          | Yoel Hernández      | 4:26     |  |
| 9.        | «Almas gemelas»                           | Jorge Luis Piloto   | 4:35     |  |
| 10.       | «Si no me ven llorando»                   | Ramón Rodríguez     | 4:00     |  |
| 11.       | «Pa' quererse no hay que verse»           | Marisela Verena     | 4:43     |  |
| 12.       | «Fulana»                                  | Miguel Díaz         | 5:13     |  |
| 13.       | «Qué alguien me diga» (Bolero)            | Omar Alfanno        | 4:10     |  |
| 55:10     |                                           |                     |          |  |

## Posicionamiento en las listas
| Lista (1999)                    | Máxima posición |
| ------------------------------- | --------------- |
| U.S. Billboard Top Latin Albums | 2               |
| U.S. Billboard Tropical Albums  | 2               |